# Lac Lioson
Le lac Lioson est un lac alpin situé à l'est des Mosses dans les Préalpes vaudoises, en Suisse.

## Géographie

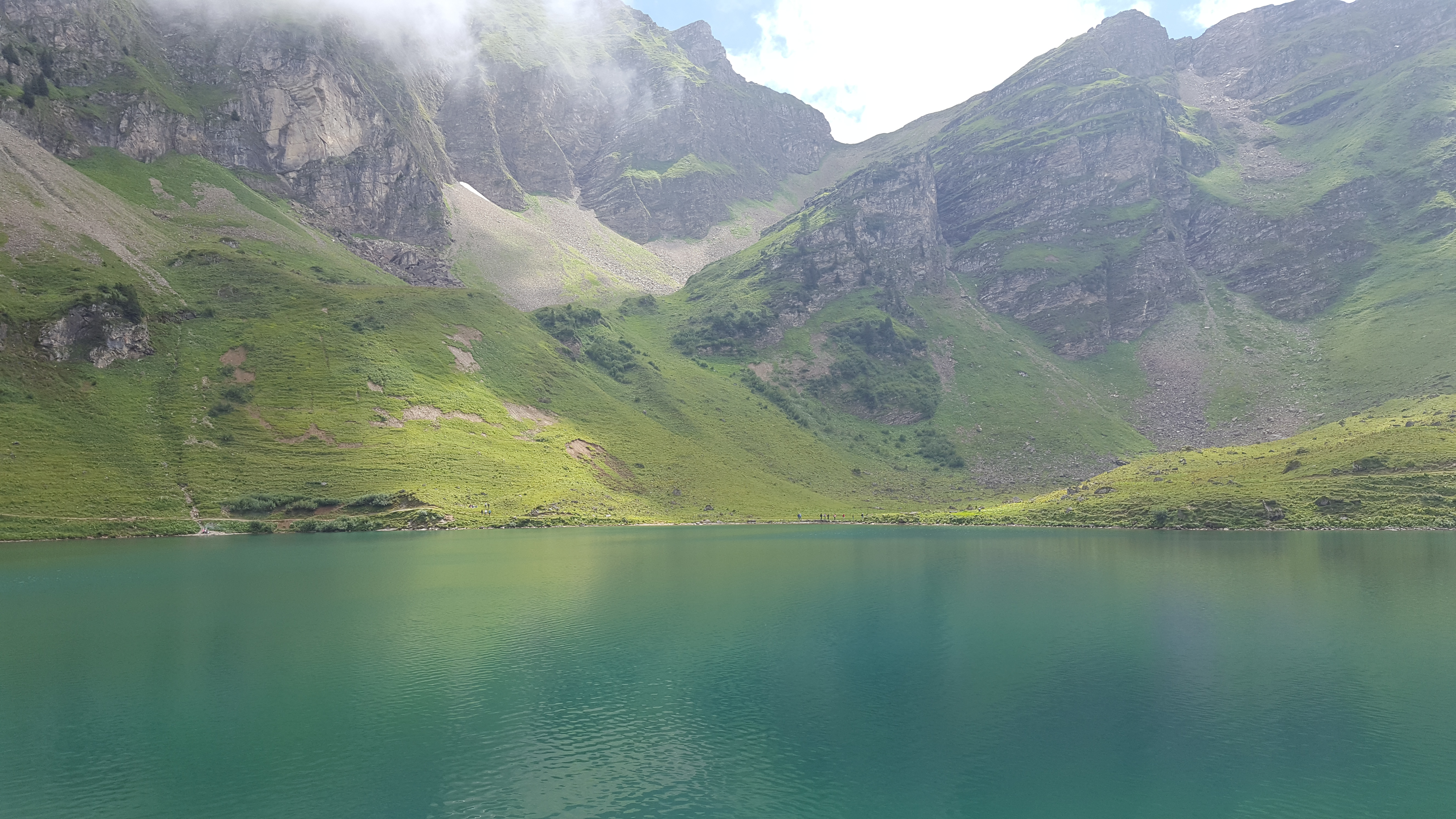
Le lac Lioson.

D'origine glaciaire, le lac Lioson se trouve dans un cirque montagneux, sur le territoire de la commune d'Ormont-Dessous, à l'est du col des Mosses. Il est dominé au sud-ouest par le pic Chaussy (2 351 m) et au sud-est par le Châtillon (2 478 m).
Il a une superficie de 6,62 hectares et mesure environ 395 × 290 m.

## Faune
Le lac Lioson abrite plusieurs espèces de poissons, dont l'omble chevalier, la truite fario et la truite arc-en-ciel.

## Activités
C'est un but de promenade très prisé, un site de pêche connu et, l'hiver, un haut-lieu de la plongée sous glace.